# Charles Pinckney

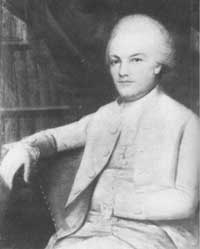
Charles Pinckney

Charles Pinckney (26 de Outubro de 1757–29 de Outubro de 1824) foi um político dos Estados Unidos, um dos signatários da Constituição na Convenção de Filadélfia, em 1787. Foi Governador da Carolina do Sul,  Senador e membro da Câmara dos Representantes. Era primo em segundo grau de Charles Cotesworth Pinckney.